# Gambito del ala
|       |       |       |       |       |       |       |       |       |  |
|       | a8 rd | b8 nd | c8 bd | d8 qd | e8 kd | f8 bd | g8 nd | h8 rd |  |
| a7 pd | b7 pd | c7    | d7 pd | e7 pd | f7 pd | g7 pd | h7 pd |       |  |
| a6    | b6    | c6    | d6    | e6    | f6    | g6    | h6    |       |  |
| a5    | b5    | c5 pd | d5    | e5    | f5    | g5    | h5    |       |  |
| a4    | b4 pl | c4    | d4    | e4 pl | f4    | g4    | h4    |       |  |
| a3    | b3    | c3    | d3    | e3    | f3    | g3    | h3    |       |  |
| a2 pl | b2    | c2 pl | d2 pl | e2    | f2 pl | g2 pl | h2 pl |       |  |
| a1 rl | b1 nl | c1 bl | d1 ql | e1 kl | f1 bl | g1 nl | h1 rl |       |  |
|       |       |       |       |       |       |       |       |       |  |

En ajedrez, el gambito del ala es el nombre dado a las ramas de varias aperturas en las que el blanco realiza un gambito de su peón-b contra el peón-c de su contrario.
El más común es el gambito del ala en la Defensa siciliana, que se produce después de 1.e4 c5 2.b4 (ver diagrama). Después de que el negro toma el peón con 2...cxb4, la continuación habitual es 3.a3 bxa3 (3...d5 es también posible, donde el Blanco tiene que evitar 4.exd5 Dxd5 5.axb4?? De5+ ganando la torre, 5.Cf3 es mejor) y ahora la línea principal es 4.Cxa3, aunque 4.Axa3 y 4.d4 también se ven. También es posible declinar (o al menos retrasar la aceptación) el gambito con 2...d5. Por su peón, el blanco obtiene un desarrollo más rápido y una ventaja central, pero generalmente no es considerada una de las mejores elecciones del blanco contra la Siciliana y virtualmente no se ve a nivel profesional (entre los aficionados es más común, aunque tampoco es tan popular como otros sistemas). También es posible preparar el gambito jugando 2.a3!? seguidi de 3.b4, otro sistema relacionado es el Gambito del Ala Diferido, 2.Cf3 d6 3.b4.
Hay dos gambitos del ala en la Defensa Francesa, 1.e4 e6 2.d4 d5 3.e5 c5 4.b4 y 1.e4 e6 2.Cf3 d5 3.e5 c5 4.b4. Uno puede transponer en el otro y ambos son bastante raros. Una idea parecida se encuentra en la Defensa Caro-Kann después de 1.e4 c6 2.Ce2 d5 3.e5 c5 4.b4, sin embargo el negro puede inmediatamente conseguir ventaja jugando 4...d4! (este movimiento también es fuerte en la segunda línea que se muestra antes de la Defensa Francesa). Incluso más raro es el Gambito del Ala en la Apertura de alfil, 1.e4 e5 2.Ac4 Ac5 3.b4, que tiene parecido con el Gambito Evans.